# As the Bell Rings (Reino Unido)
As the Bell Rings es un programa intersticial de Disney Channel UK Original. Su nombre se basa en la serie As the World Turns. El formato es una selección de breves secuencias de la comedia de acción en vivo. Se trata de una adaptación británica de la Serie Original de Disney Channel Italia Quelli dell'intervallo.

## Argumento
Sigue las aventuras de un grupo de estudiantes a Shakespeare High School, que utilizan su receso escolar para resolver los problemas con la vida y el amor, los amigos y los enemigos, el hogar y los deberes. Toda la acción tiene lugar en frente de una ventana, y no hay otro fuera de acción en vivo desde el pasillo.

## Producción
El programa fue pensado originalmente para ser mostrado en el canal rival de Disney Channel, Nickelodeon Reino Unido bajo el título de trabajo Break Kids, sin embargo, esto nunca sucedió y los episodios originales usando el título de trabajo se emitieron rápidamente en Disney Channel antes del inicio oficial de la serie. En septiembre de Disney Channel transmitió Break Kids una serie similar, pero no tuvo mucho éxito y fue cancelada después de los primeros episodios al aire.

## Reparto y personajes
- Jacob Scipio como Bip (temporada 2).
- Brad Kavanagh como Dylan (temporada 2).
- Gregg Sulkin como JJ (temporada 1-2).
- Emily Gloyens como Gabby (temporada 1-2).
- Pax Baldwin como Reece (temporada 1-2).
- Jennifer Veal como Lucy (temporada 1-2).
- Sydney Rae White como Emma.
- Daniel Anthony como Danny.
- Lara Hendrickse como Bella.
- Olivia Scott-Taylor como Rocky (temporada 1-2).
- Warren
- Jack Blumenau como Tinker (temporada 2).
- Cameron Butterwick como Josh (temporada 2).